# Valentin-Yves Mudimbe
Valentin-Yves Mudimbe (Jadotville, 8 dicembre 1941 – 22 aprile 2025) è stato un poeta, scrittore e filosofo della Repubblica Democratica del Congo considerato uno dei maggiori esponenti della filosofia africana.

## Biografia
Mudimbe nacque l'8 dicembre 1941 a Jadotville (nome antico dell'odierna Likasi) nella provincia del Katanga, all'epoca sotto il controllo coloniale del Belgio. Nel 1966 conseguì la laurea in filologia romanza a Kinshasa per poi laurearsi nuovamente nel 1968 in sociologia all'università di Paris-Nanterre. Dopo aver ottenuto un dottorato in semantica all'Università Cattolica di Lovanio e dopo aver svolto con successo una breve carriera universitaria in Africa, espatriò negli Stati Uniti d'America nel 1980 dove venne assunto come professore all'Haverford College e all'Università di Stanford. Stabilitosi nella Carolina del Nord, insegnò presso l'Università di Duke, con il titolo di Newman Ivey White Professor of Literature. L'Università di Lubumbashi ha creato una biblioteca chiamata "Mudimbe Library", dove è possibile consultare le opere di Valentin-Yves Mudimbe.

## Opere

### Romanzi
La lingua è per tutti il francese.
- Déchirures (1971)
- Entre les eaux (1973)
- Entretailles (1973)
- L'Autre Face du royaume (1973)
- Les Fuseaux (1974)
- Le Bel immonde (1976)
- L'Ecart (1979)
- Shaba deux (1988)
- Les Corps glorieux des mots et des êtres (1994)

### Saggi
Dove non precisato, la lingua è l'inglese.
- (FR) L'Odeur du père, Présence Africaine, 1982
- The Invention of Africa. Gnosis, Philosophy and the Order of Knowledge (1988), traduzione italiana L'invenzione dell'Africa, Meltemi, 2007
- Parables and Fables: Exegesis Textuality and Politics in Central Africa, The University of Wisconsin Press, 1991
- The Surreptitious Speech: Presence Africaine and the Politics of Otherness 1947-1987,  University of Chicago Press, 1992
- Africa & the Disciplines (a cura sua e di altri), University of Chicago Press, 1993
- The Idea of Africa, African Systems of Thought, Indiana University Press, 1994
- Tales of Faith: Religion as Political Performance in Central Africa, Athlone, 1997
- Nations, Identities, Cultures (a cura di), Duke University Press, 1997
- Diaspora and Immigration (a cura sua e di altri), numero speciale di "South Atlantic Quarterly", Duke University Press, 1999
- The Normal & Its Orders (a cura sua e di altri), Malaïka, 2007
- On African Fault Lines: Meditations on Alterity Politics, University of KwaZulu-Natal Press, 2013